# Kommunikationsstrategier
Kommunikationsstrategier är åtgärder som vidtas för att underlätta eller försöka åtgärda problem som uppstår under samtal för att förbättra kommunikationen. Träning i kommunikationsstrategier innebär att personer, som exempelvis har hörselnedsättning, får information och instruktioner i hur de kan förbättra sin kommunikativa förmåga och minimera kommunikationsproblem. Kommunikationsstrategier indelas även i två huvudkategorier vilka är facilitiva och reparerande strategier.
Att tilldela individer som har hörselnedsättning och deras anhöriga kunskap, information och träning i att använda kommunikationsstrategier är en viktig del av den audiologiska rehabiliteringsprocessen.

## Historia och forskning
Pionjären Raymond Carhart är ofta hänvisad som den audiologiska fadern och spelade en signifikant roll i att fastställa audiologi som ett fokuseringsområde för hörselbedömning samt rehabilitation. Därefter på 80-talet var det forskarna Demorest och Erdman några av de första som började bidra till bättre förståelse för kommunikationsstrategier genom deras egen bedömningsmall som hjälpte identifiera kommunikationsbehov för individer med hörselnedsättning. Ytterligare framstegs gjordes senare genom utveckling av interventionsprogram som exempelvis Active Communication Education, ACE, som utvecklades av flera forskare för att förbättra kommunikationsförmåga och livskvalitet hos vuxna med hörselnedsättning och deras anhöriga . 

## Facilitiva kommunikationsstrategier
Facilitiva strategier försöker att påverka antingen talaren, budskapet, omgivningen eller lyssnaren genom att försöka identifiera svårigheten i specifika situationer och sedan implementera strategier för att se om problem är upplöst och om konversationen kan fortsätta. 
Exempel på facilitiva kommunikationsstrategier som berör talaren är bland annat; att vända sig emot talaren, sakta ner samtalstempot, inte dölja munnen under samtal. Strategier som berör omgivningen är bland annat; justering av ljusinsläpp i rummet så att talaren är väl synbar, välja en bra sitt plats under föreläsning eller sammankomsten, stänga av radion i bilen, välja en tystare plats på festen och ta ned mobil eller stäng av Tv under samtalet. 

## Reparerande kommunikationsstrategier
Reparerande strategier används för att hantera kommunikationsavbrott för att en person återigen ska kunna fortsätta samtalet.  Exempel på reparerande strategier är bland annat; upprepa det som har sagts, be personen att säga om, bekräfta det du hört genom att återberätta, välja mellan två ord såsom "sa du blått eller fått?" och be talaren att förenkla det som sägs.

## Maladaptiva kommunikationsstrategier
Personer som har hörselnedsättning använder ibland maladaptiva strategier för att försöka hantera kommunikationssvårigheter. Exempel på maladaptiva kommunikationsstrategier är bland annat att låtsas förstå vad som sägs, socialt undvikande för att undvika kommunikationssvårigheter, dominera i samtalet och att försummas av ilska eller ömkan.